# Certificación Fonográfica Centroamericana
Die Certificación Fonográfica Centroamericana, kurz CFC, ist eine 2021 gegründete Organisation, deren Zweck die Vergabe von Musikauszeichnungen im zentralamerikanischen Raum ist. Dieser umfasst länderübergreifend Costa Rica, El Salvador, Guatemala, Panama, Honduras und Nicaragua. Die Verwaltung wird dabei von den jeweiligen Landesverbänden der Musikindustrie gemeinsam übernommen. 
Die Organisation gab zeitweise auch wöchentliche regionale Streamingcharts in Auftrag, die vom spanischen Marktforschungsunternehmen BMAT ermittelt wurden.

## Auszeichnungen für Musikverkäufe
Die Auszeichnungen für Musikverkäufe werden erst seit Juli 2021 von der CFC vergeben, wobei laut den Jahresberichten der IFPI bereits zuvor Gold- und Platinschallplatten für den Bereich Zentralamerika/Karibik vergeben wurden. Dabei werden kombinierte Streams und Verkäufe im Maßstab 1:100 umgerechnet.
| Auszeichnung | Alben   |
| ------------ | ------- |
| Gold         | 5.000   |
| Platin       | 10.000  |
| 2× Platin    | 20.000  |
| …            |         |
| Diamant      | 100.000 |

| Auszeichnung | Singles |
| ------------ | ------- |
| Gold         | 35.000  |
| Platin       | 70.000  |
| 2× Platin    | 140.000 |
| …            |         |
| Diamant      | 350.000 |

## Mitgliedsverbände
- Aginpro (Guatemala)
- ASPA EGC (El Salvador)
- Fonotica (Costa Rica)
- Produce (Panama)